# Marc Garneau
Pour les articles homonymes, voir Garneau.
Marc Garneau, né le 23 février 1949 à Québec et mort le 4 juin 2025 à Montréal, est un officier de la Marine, astronaute, administrateur, ingénieur, homme politique canadien, premier astronaute canadien.
Il fait partie de l'équipage de trois missions de la NASA, en 1984, 1996 et 2000. Président de l'Agence spatiale canadienne de 2001 à 2006, il devient en 2003 chancelier de l'Université Carleton à Ottawa.
De 2008 à 2023, il est député libéral à la Chambre des communes du Canada, représentant les circonscriptions québécoises de Westmount—Ville-Marie puis Notre-Dame-de-Grâce—Westmount. De novembre 2015 à janvier 2021, il est également le ministre des Transports du Canada, dans le cabinet de Justin Trudeau puis de janvier à octobre 2021, ministre des Affaires étrangères dans ce même cabinet.

## Biographie
Marc Garneau grandit à Québec, Saint-Jean-sur-Richelieu ainsi qu'à Londres. Il obtient un diplôme en génie physique au Collège militaire royal du Canada en 1970, puis son PhD à l'Imperial College de Londres en 1973.
Il se joint à la marine canadienne en 1974 en tant qu'ingénieur. Il sert d'abord en tant qu'ingénieur système à bord du NCSM Algonquin jusqu'en 1976. Par la suite, il devient instructeur à l'École navale des Forces canadiennes de Halifax. Il travaille dans l'unité de génie naval et en 1982, il est promu au grade de capitaine de frégate. En 2005, il reçoit un degree honoraire de l'Université McMaster.

### Parcours en tant qu'astronaute

Marc Garneau (en haut à droite) embarqué en 1984 dans la navette de la NASA.

En 1984, Marc Garneau est choisi pour le nouveau Programme canadien des astronautes (PCA), l'un des six candidats choisis sur 4 000 candidats, et prend part à trois vols de navettes.
Après une première mission sur le vol Challenger STS-41-G du 5 au 13 octobre 1984 en tant que spécialiste de charge utile, il est promu au rang de capitaine de vaisseau en 1986 et il quitte la marine en 1986 pour devenir le vice-directeur du PCA.
En 1992-1993, il suit une formation supplémentaire pour devenir un spécialiste de mission. Il travaille comme CAPCOM pour un grand nombre de vols spatiaux qui le font se qualifier pour deux autres vols : Endeavour STS-77 (du 19 au 29 mai 1996) et Endeavour STS-97 vers la station spatiale internationale, du 30 novembre au 11 décembre 2000.
Il a passé plus de 677 heures dans l'espace et il a par la suite pris sa retraite en tant qu'astronaute.

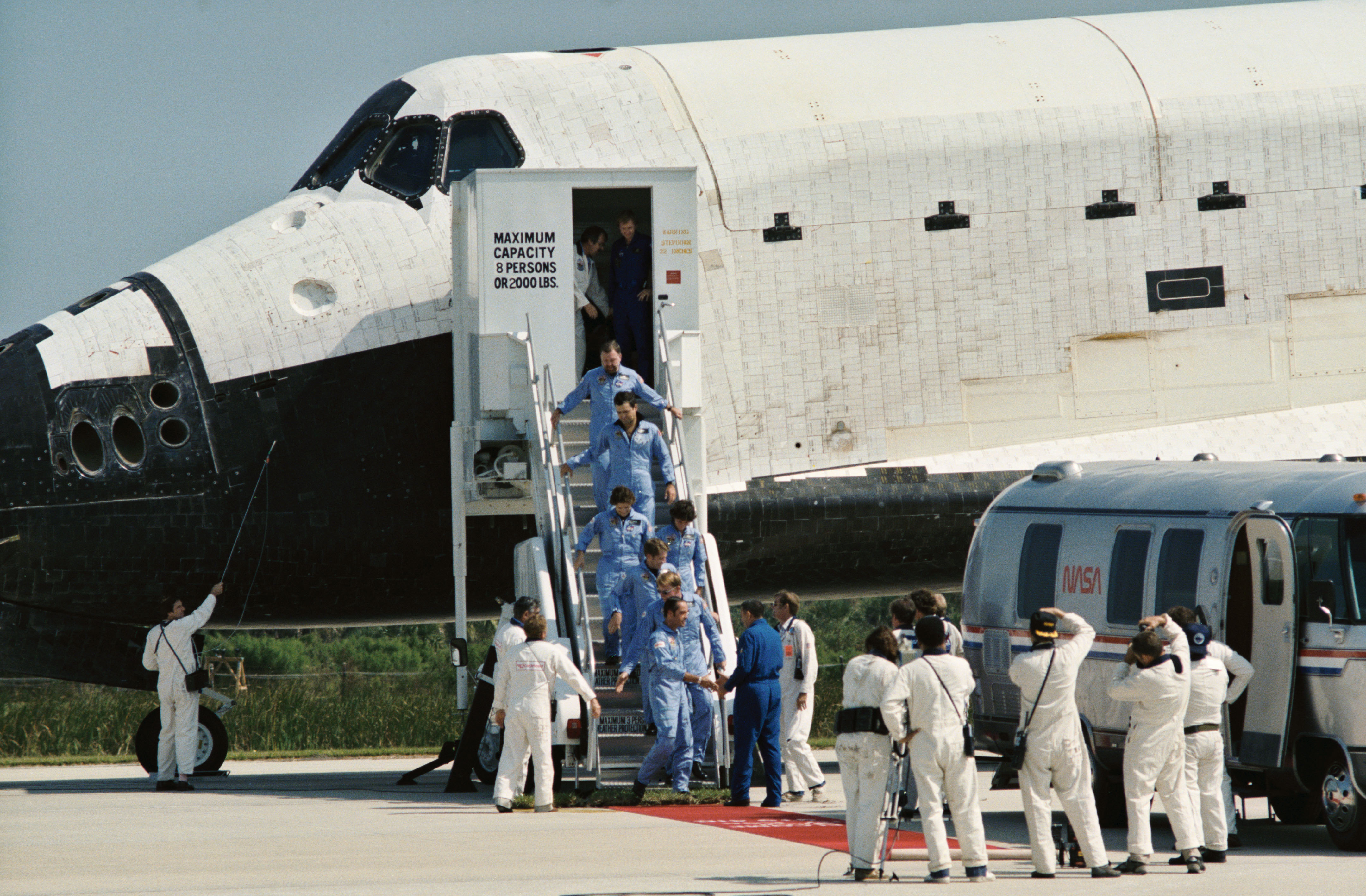
L'équipage de STS-41-G retourne sur Terre après un vol de 8 jours, 5 heures, 23 minutes et 33 secondes à bord de la navette spatiale Challenger.
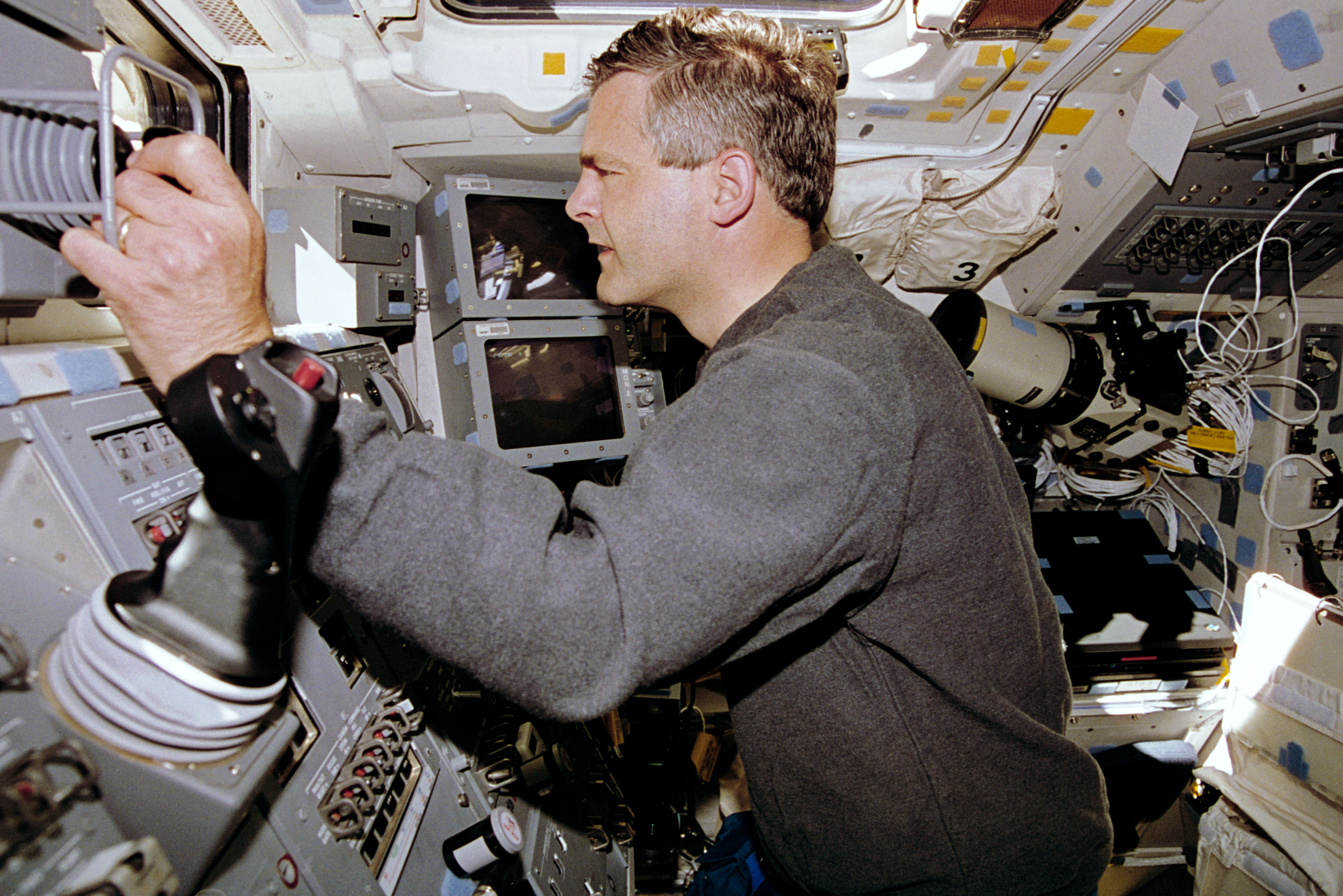
Marc Garneau opèrant le bras canadien Canadarm durant sa deuxième mission, STS-77, à bord de la navette spatiale Endeavour.
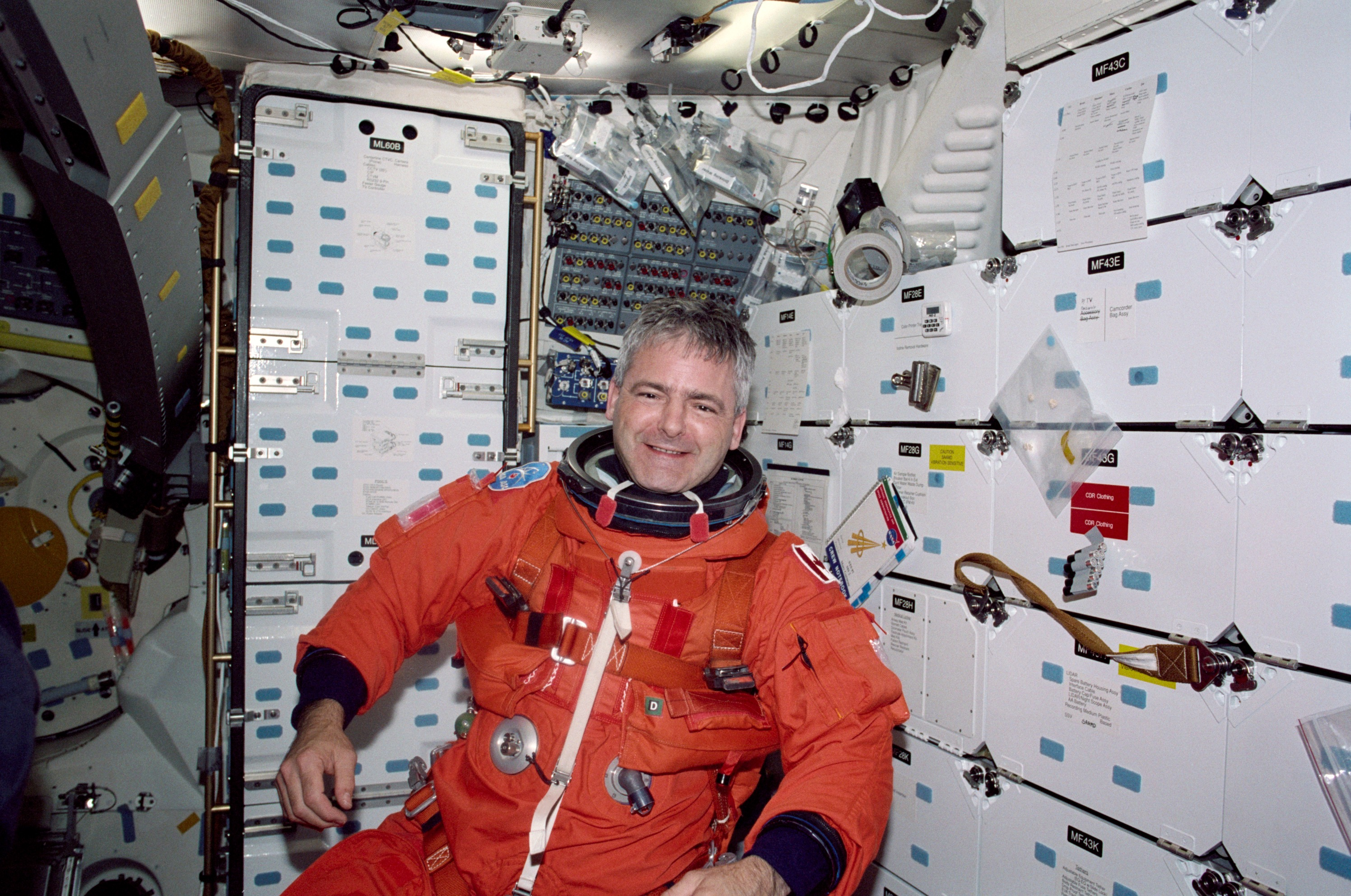
Marc Garneau se préparant à la rentrée sur Terre lors du vol STS-97 dans la navette spatiale Endeavour.

### Président de l'agence spatiale
En février 2001, Marc Garneau est nommé vice-président exécutif de l'Agence spatiale canadienne, et il devient son président en novembre de la même année. De 2003 à 2008, il occupe également le poste de chancelier de l'Université Carleton.

### Parcours politique
Alors qu'il est président de l'Agence spatiale canadienne, Marc Garneau est présenté en décembre 2005 comme candidat vedette par le Parti libéral du Canada en vue de l'élection fédérale de janvier 2006, dans la circonscription de Vaudreuil-Soulanges. C'est l'ancienne circonscription de Nick Discepola, un partisan de longue date de Paul Martin.
Marc Garneau fait les manchettes à quelques reprises en déclarant que la séparation du Québec ne devait pas être envisagée avec la même hâte que l'invasion de l'Irak par les États-Unis en 2003, ou encore en disant que s'il pouvait faire un dernier voyage dans l'espace en compagnie de Gilles Duceppe et d'André Boisclair, ceux-ci renonceraient probablement à leurs convictions souverainistes. Garneau ne réussit toutefois pas à remporter l'élection dans une circonscription difficile dans le contexte du scandale des commandites. Celle-ci reste aux mains de la députée sortante Meili Faille du Bloc québécois.
Au cours de 2006 et 2007, Marc Garneau reste impliqué en politique. Il joue un rôle important dans la Commission du renouveau du Parti libéral du Canada en 2006 en se chargeant de son volet Science et Technologie. À titre de coprésident du groupe de travail « Pour une vision libérale renouvelée », il fait aussi adopter des résolutions liées à la mise en application du protocole de Kyoto, la réorientation de la mission en Afghanistan et le règlement du déséquilibre fiscal.
Marc Garneau est également un des principaux instigateurs, avec Fabrice P. Rivault et Hervé Rivet, de la résolution libérale reconnaissant la nation québécoise au sein du Canada - une idée qui est finalement reprise par le candidat à la chefferie du parti, Michael Ignatieff. Défendue par deux membres de la Commission politique du parti, William Hogg et Marc Bélanger, cette résolution reçoit plus de 80 % de soutien des militants libéraux lors du Conseil général spécial de l’aile québécoise du parti, le 21 octobre 2006. Un mois plus tard, elle est reprise, tout d’abord par le Bloc québécois, puis par le premier ministre du Canada, Stephen Harper, qui fait adopter une motion à cet effet le 27 novembre 2006.
Le 19 octobre 2007, Marc Garneau est choisi comme candidat du Parti libéral du Canada dans Westmount—Ville-Marie. Malgré les déclarations de la candidate du Nouveau Parti démocratique, Anne Lagacé Dowson, selon laquelle il s'agit d'une course serrée entre le NPD et le Parti libéral du Canada, Garneau est élu lors de l'élection générale de 2008 avec une majorité de 9 137 voix - soit 46,5 % des votes exprimés, contre 22,9 % pour Lagacé Dowson. Il est réélu en 2011, puis en 2015 dans la nouvelle circonscription de Notre-Dame-de-Grâce—Westmount.
Lors de son premier mandat de député, Marc Garneau est porte-parole de l'opposition officielle en matière d'industrie, de science et des technologies. Lors de son second mandat, alors que son parti est le troisième parti aux Communes, il en est le leader parlementaire de juin 2011 à novembre 2012, en plus d'être son porte-parole sur plusieurs dossiers.
Le 4 novembre 2015, il est nommé ministre des Transports dans le gouvernement libéral dirigé par Justin Trudeau.

### Pandémie de 2020 - non-assistance à l'industrie aérienne.
La crise du Covid 19 qui affecte lourdement les industries aériennes de par le monde entraine d'importants programmes d'aide financière de la plupart des gouvernements, à l'exception du Canada. Le ministre affirme plusieurs fois qu'un programme d'assistance viendra, mais le reporte indéfiniment. Lorsqu'arrive la seconde vague de la crise, devant une industrie aérienne canadienne incapable de compétitionner avec les transporteurs étrangers lourdement subventionnés, le ministre Garneau accepte de travailler sur un programme d'aide spécifique à l'industrie; les discussions doivent commencer avec les transporteurs canadiens pour l'implémentation du programme, mais sont également reportées. Bien que le ministre refuse l'implantation d'un programme de dépistage dans les aéroports canadiens (à l'instar des pays européens), une loi improvisée pendant la période des fêtes de fin d'année oblige les compagnies aériennes à exiger des passagers une preuve de dépistage avant leur retour au pays, causant le chaos, de nombreuses annulations et des mises-à-pied supplémentaires.

### Ministre des Affaires étrangères
Le 12 janvier 2021 à la suite de la démission de Navdeep Bains de son poste de ministre de l'Innovation, des Sciences et de l'Industrie, le premier ministre Justin Trudeau modifie son cabinet et Garneau devient ministre des Affaires étrangères. Il demeure en fonction jusqu'au 26 octobre de la même année, quand il est remplacé par Mélanie Joly.
Le 8 mars 2023, il quitte son siège de député.

### Mort
Marc Garneau meurt le 4 juin 2025 à l'âge de 76 ans des suites d'un cancer au Centre universitaire de santé McGill à Montréal.

## Honneurs
- 1980 : Décoration des Forces canadiennes
- 1985 : Officier de l'Ordre du Canada[17]
- 1997 : 
  - Médaille pour service exceptionnel de la NASA
  - Chevalier de l'ordre de la Pléiade[18]
- 2002 : Médaille du jubilé d'or de la reine Élisabeth II
- 2003 :
  - Compagnon de l'Ordre du Canada[19]
  - Prix Montfort pour les sciences[20],[21]
- Honourary Fellow du Canadian Aeronautics and Space Institute[22]
- Deux écoles secondaires de l'Ontario portent son nom : le Marc Garneau Collegiate Institute à East York (Toronto)[23] et l'École secondaire publique Marc-Garneau à Trenton[24].
- Capitaine de vaisseau honoraire des cadets de la Marine royale canadienne.

Marc Garneau a également reçu des doctorats honorifiques de plusieurs universités.

## Écoles nommées avec son nom
- École secondaire Marc-Garneau, Trenton, Ontario, Canada.